# Сичик-горобець андійський
Си́чик-горобе́ць андійський (Glaucidium jardinii) — вид совоподібних птахів родини совових (Strigidae). Мешкає в Андах. Вид названий на честь шотландського натураліста і орнітолога Вільяма Джардіна.

## Опис
Довжина птаха становить 15—16 см, самці важать 54,9—77,4 г, самиці 54,6—75 г. Забарвлення існує у двох морфах: представники одного мають переважно тьмяне, темно-коричневе забарвлення, поцятковане білими плямками, а представники другого мають переважно темно-каштанове забарвлення, поцятковане охристими плямками. Тім'я поцятковане дрібними білими плямками. Над очима білі «брови», під дзьобом білі «вуса», на горлі широка біла пляма. На потилиці є дві чорних з білими краями плями, що нагадують очі і слугують до відлякування і обману. Спина поцяткована білими або охристими плямами, на хвості білі або охристі смуги. Груди з боків темно-коричневі або каштанові, поцятковані світлими плямами. Груди і живіт білі, поцятковані темно-коричневими або каштановими смугами.

## Поширення і екологія
Андійські сичики-горобці мешкають у Венесуелі (Кордильєра-де-Мерида), в горах Сьєрра-де-Періха (на кордоні Колумбії і Венесуели), в Колумбійських, Еквадорських і Перуанських Андах (на південь до Ла-Лібертада). Вони живуть у вологих гірських і хмарних тропічних лісах та у високогірних чагарникових заростях. Зустрічаються на висоті від 2000 до 3500 м над рівнем моря. Є активними і вдень, і вночі. Живляться переважно комахами та іншими безхребетними, а також дрібними ссавцями, ящірками і птахами. Гніздяться в дуплах дерев, іноді використовують покинуті дупла дятлів. У кладці 3 білих яйця.